# Quercus stellata
Quercus stellata Wangenh. – gatunek rośliny z rodziny bukowatych (Fagaceae Dumort.). Występuje naturalnie w środkowych i wschodnich Stanach Zjednoczonych. 

## Rozmieszczenie geograficzne
Rośnie naturalnie w środkowych i wschodnich Stanach Zjednoczonych. Został zarejestrowany w Alabamie, Arkansas, Connecticut, Dystrykcie Kolumbii, Delaware, na Florydzie, w Georgii, Iowa, Illinois, Indianie, Kansas, Kentucky, Luizjanie, Massachusetts, Marylandzie, Missisipi, Karolinie Północnej, New Jersey, stanie Nowy Jork, Ohio, Oklahomie, Pensylwanii, Rhode Island, Karolinie Południowej, Tennessee, Teksasie, Wirginii oraz Wirginii Zachodniej. Porasta między innymi stoki gór Ouachita.

## Morfologia

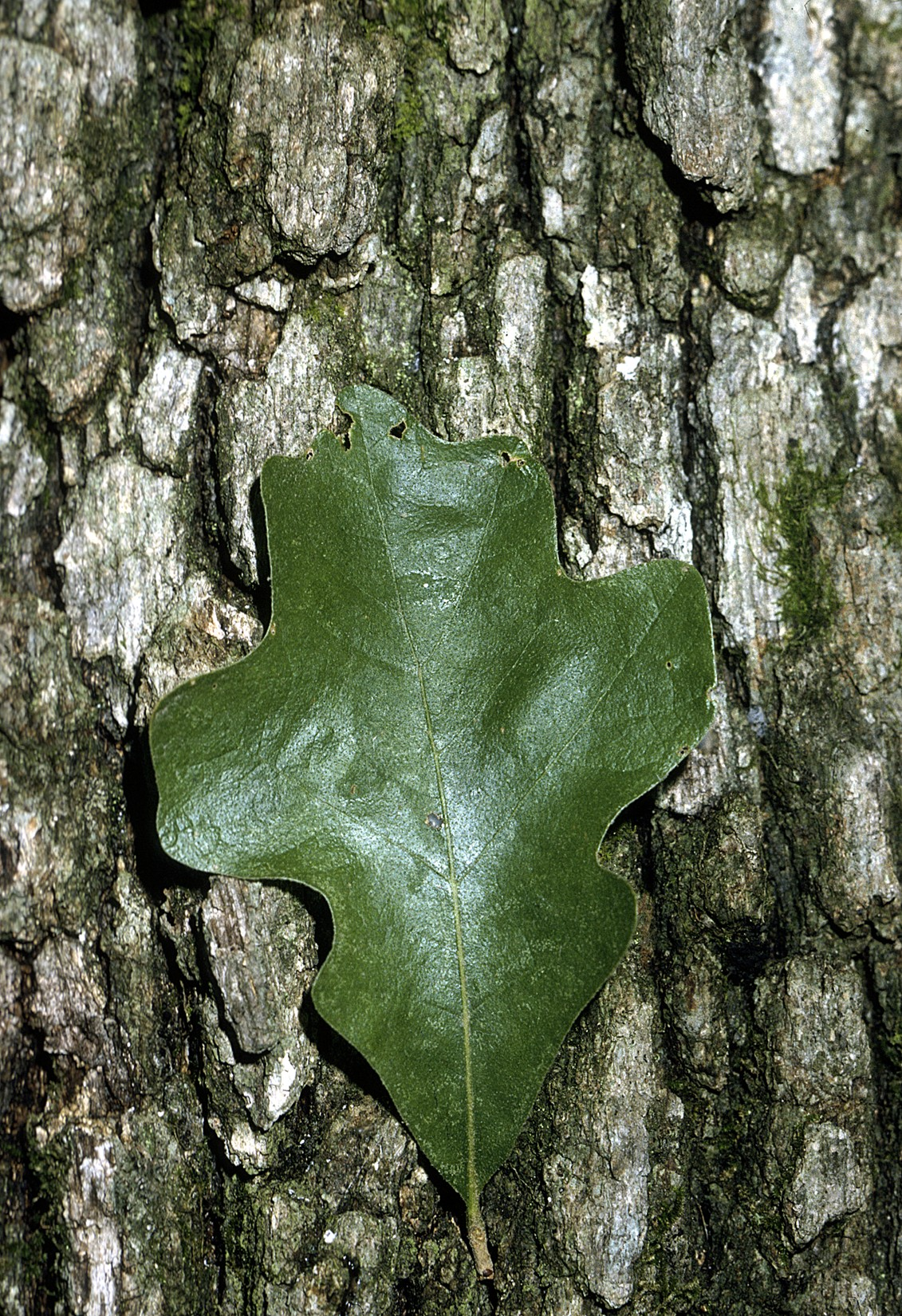
Liść na tle kory

PokrójZrzucające liście drzewo dorastające do 20 m wysokości. Kora ma szarą barwę, łuszczy się.
LiścieBlaszka liściowa jest skórzasta i ma kształt od odwrotnie jajowatego do eliptycznego lub odwrotnie trójkątnego. Mierzy 15–20 cm długości oraz 2–10 cm szerokości, jest klapowana na brzegu, ma klinową lub sercowatą nasadę i ostry wierzchołek. Ogonek liściowy jest nagi i ma 3–15 mm długości.
OwoceOrzechy zwane żołędziami o kształcie od jajowatego do kulistego, dorastają do 10–20 mm długości i 8–12 mm średnicy. Osadzone są pojedynczo w miseczkach w kształcie kubka, które mierzą 7–12 mm długości i 10–15 mm średnicy. Orzechy otulone są miseczkami w 25–65% ich długości.

## Biologia i ekologia
Rośnie w lasach zrzucających liście, na łąkach oraz skalistych stokach. Występuje na wysokości do 800 m n.p.m.

## Zastosowanie
Niektóre plemiona Indian stosowały ten gatunek w medycynie tradycyjnej.